# فرانسوا-زافير كلوتير
فرانسوا-زافير كلوتير هو قسيس كندي، ولد في 2 نوفمبر 1848 في سان جنفياف دو باتيسكون ‏ في كندا، وتوفي في 18 سبتمبر 1934 في تروا ريفيير في كندا.